# Pnigalio levis
Pnigalio levis är en stekelart som beskrevs av Yoshimoto 1983. Pnigalio levis ingår i släktet Pnigalio och familjen finglanssteklar. Inga underarter finns listade i Catalogue of Life.